# St. Michael und Jakobus (Kirchahorn)

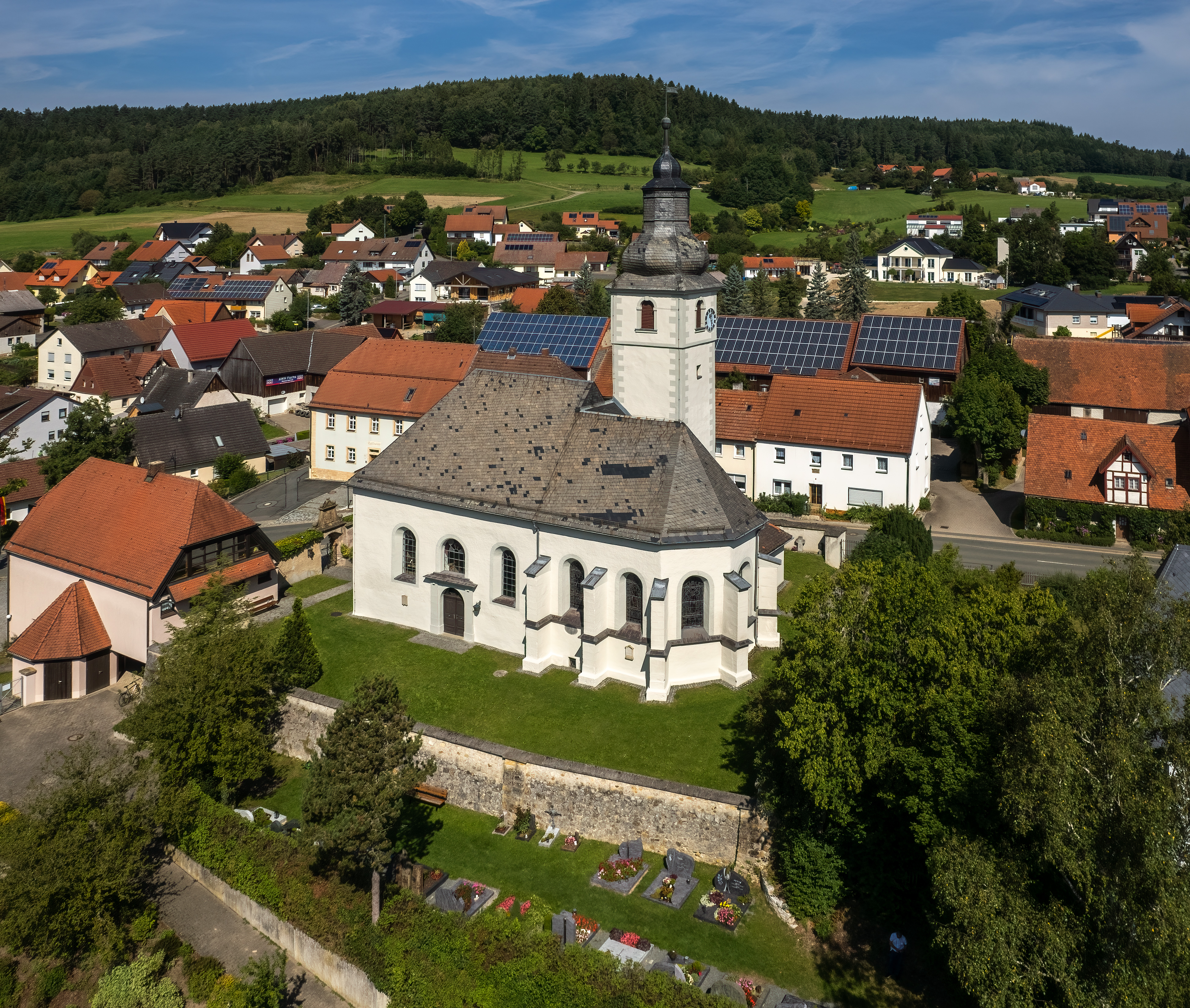
St. Michael und Jakobus (Kirchahorn)

Die evangelische, denkmalgeschützte Pfarrkirche St. Michael und Jakobus steht in Kirchahorn, einem Gemeindeteil von Ahorntal im Landkreis Bayreuth (Oberfranken, Bayern). Das Bauwerk ist unter der Denkmalnummer D-4-72-111-1 als Baudenkmal in der Bayerischen Denkmalliste eingetragen. Die Kirchengemeinde gehört zum Dekanat Bayreuth im Kirchenkreis Bayreuth der Evangelisch-Lutherischen Kirche in Bayern.

## Beschreibung

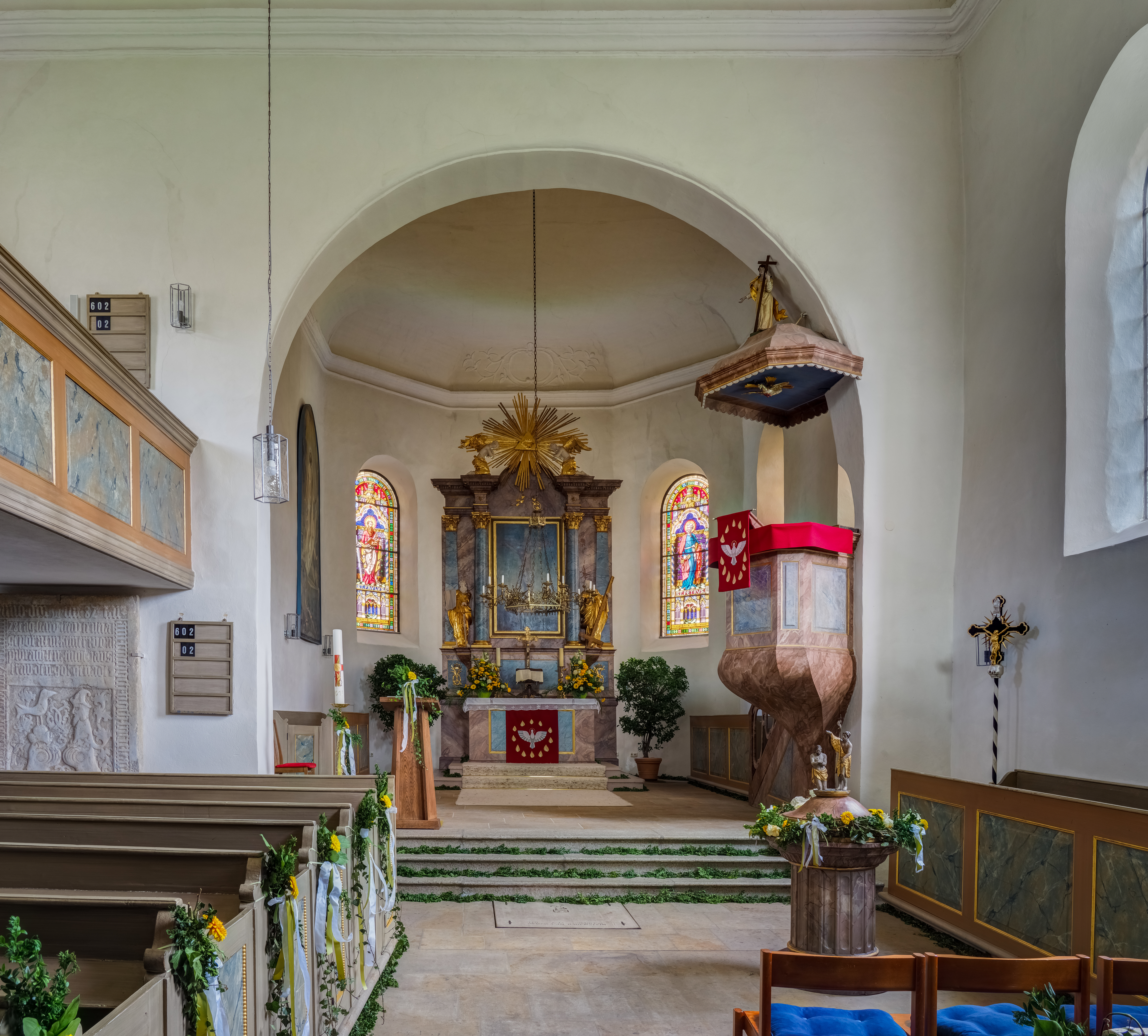
Langhaus mit Blick auf den Altar

Die Saalkirche besteht aus einem 1731 bis 1739 errichteten Langhaus und einem mit Strebepfeilern gestützten, dreiseitig geschlossenen Chor im Süden, an dessen Westseite der Chorflankenturm angebaut ist. Das barocke Portal im Westen wurde 1735 nach einem Entwurf von Johann Michael Doser gebaut. Die unteren Geschosse des Chorflankenturms stammen aus der Mitte des 15. Jahrhunderts, er wurde aufgestockt und mit einer welschen Haube bedeckt, als die Kirche nach einem Stadtbrand 1818 wiederhergestellt wurde. Der Innenraum ist mit Emporen an drei Seiten ausgestattet, auf der Empore im Norden steht die 1834 von Johann Friedrich Heidenreich gebaute Orgel. Sie hat 13 Register, ein Manual und ein Pedal. Die Kanzel und ihr Schalldeckel wurden am Chorbogen angebracht.